# 919
919(구백십구)는 918보다 크고 920보다 작은 자연수다.

## 수학
- 157번째 소수(素數)다. 앞의 소수는 911, 다음 소수는 929다.
  - 37번째 슈퍼 소수로, 919의 소수 순번인 157도 소수다. 앞의 슈퍼 소수는 877, 다음은 967이다.
  - 19번째 회문 소수다. 앞의 회문 소수는 797, 다음은 929다.
- 18번째 중심있는 육각수다. 앞의 중심있는 육각수는 817, 다음은 1027이다.
- {\displaystyle 52^{3}-1}은 919로 나누어떨어진다.

## 과학
- NGC 919(독일어판, 프랑스어판): 양자리 방향에 있는 나선은하.
- 919 일제빌(영어판): 소행성.

## 교통

### 항공
- 코맥 C919: 중국상용항공기(COMAC)에서 개발한 여객기.

### 철도
- 서울 지하철 9호선 흑석역의 역번호.

### 도로
- 919번 지방도: 경상북도 청도군 매전면에서 대구광역시 군위군 우보면까지 이어지는 대한민국의 지방도.
- 919번 홋카이도도(일본어판)

## 문화유산
- 대한민국의 보물 제919호: 범망경 및 금강반야바라밀경

## 방송
- 노바 919(영어판): 오스트레일리아의 상업 라디오 방송국.

## 작품
- 《Turbo 919(영어판)》: 숀 개릿(영어판)의 데뷔 음반. 2008년 8월 28일 출시.

## 기타
- 날짜: 9월 19일
- 연도: 919년, 기원전 919년
- 919취업광장: 안산시에서 정기적으로 주최하는 구인구직행사.
- 919 밀람(영어판): 미국 텍사스주 휴스턴 도심에 있는 사무용 건물.
- 919 서드 애비뉴(영어판): 미국 미드타운맨해튼에 있는 사무용 건물.